# As (naipe)

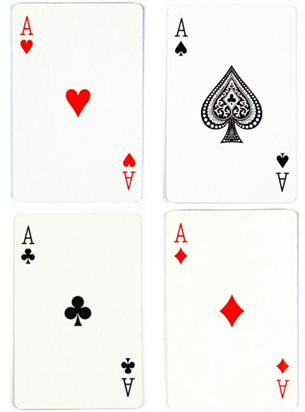
Los cuatro ases de la baraja francesa

Un as es un naipe de la baraja francesa e inglesa, que representan al número 1. En la baraja francesa, un as tiene el símbolo de un solo palo (es decir, uno de corazones, uno de diamantes, uno de tréboles y uno de picas) en medio de la carta, a veces de mayor tamaño y decorado, especialmente el as de picas. Este detalle en el as de picas comenzó cuando el rey Jacobo I de Inglaterra decretó que se imprimiera una insignia en dicho naipe específico, necesaria como parte de la nueva Ley del Sello. A pesar de que este requisito fue finalmente abolido en 1960, muchos fabricantes de naipes han mantenido la tradición aún de colocar dicho sello.

## Etimología
La palabra "as" proviene del francés antiguo as (así como del latín as) que significa "unidad", el cual proviene de una moneda romana del mismo nombre.

## El valor de as
Históricamente, el as tenía un valor bajo y esto todavía se mantiene en muchos juegos europeos populares (de hecho, muchas barajas europeas, incluidas los francesas y latinos, no usan el índice "A", sino que mantienen el número "1" ). El aumento de valor del as parece haber sucedido en etapas; los juegos de cartas, antes de llegar a Europa, tenían los palos clasificados de manera inversa, como ocurre con el juego chino de Mǎ diào, el cual carece de naipes de figuras, y además el palo de las monedas estaba invertido, por lo que el 1 de Monedas era el más alto de su palo.  Durante los siglos XV y XVI, la clasificación de todos los palos se hizo progresiva. Algunos juegos de este período, como Triomphe , colocan el as entre el naipe número diez y la jota. El primer juego conocido en el que el as es la carta más alta de su palo es Trappola . Muchos juegos, como el póquer y el blackjack , permiten al jugador elegir si desea utilizar al as como un naipe de rango alto o bajo. Esta dualidad permite a los jugadores de algunos otros juegos usarlo como ambos a la vez; algunas variantes de Rummy permiten a los jugadores formar combinaciones , de rango KA-2 o similar. 
No fue solo la baraja francesa la que experimentó esta promoción, sino que algunos juegos que involucraron a la baraja suiza y alemana también evolucionaron para usar el Daus (deuce) como la carta con valor más alto, debido a que el as había desaparecido durante el siglo XV, por lo que el deuce ocupó su lugar. El as y el Daus (deuce) se combinaron en una sola carta y los nombres se usan indistintamente junto con Sau (cerda) ya que las primeras cartas de ese rango representaban a un cerdo. Algunas barajas del sur de Alemania utilizan "A" para el índice porque "D" está reservada para Dame ( Queen) en mazos del mismo palo francés. También se evita la confusión ya que los mazos del mismo palo carecen de cartas numeradas por debajo de "7" o "6". A pesar de utilizar cartas del mismo palo, los rusos llaman al As a Deuce ( tuz ), un vestigio de un período en el que las cartas alemanas predominaban en Europa central y oriental.